# Lignite
Lignite – miasto w Stanach Zjednoczonych, w stanie Dakota Północna, w hrabstwie Burke.